# Rhagodera costata
Rhagodera costata is een keversoort uit de familie somberkevers (Zopheridae). De wetenschappelijke naam van de soort werd in 1867 gepubliceerd door George Henry Horn.